# Promachus cothurnatus
Promachus cothurnatus är en tvåvingeart som först beskrevs av Jacques-Marie-Frangile Bigot 1859.  Promachus cothurnatus ingår i släktet Promachus och familjen rovflugor.
Artens utbredningsområde är Madagaskar. Inga underarter finns listade i Catalogue of Life.